# Eleccions legislatives d'Israel de 1999
Les eleccions legislatives d'Israel de 1999 se celebraren el 17 de maig de 1999 per a renovar els 120 membres de la Kenésset. El partit més votat fou Israel Ahat (Un Israel), una coalició formada pel Partit Laborista Israelià, Meimat i Guéixer i fou nomenat Primer Ministre d'Israel el cap laborista Ehud Barak en coalició amb Xas, Mérets, el Partit Religiós, Israel ba-Aliyà i el Partit de Centre. La coalició es va trencar a la fi de l'any 2000 arran de la Segona Intifada i Barak va dimitir. Fou nomenat primer ministre fins al final de la legislatura Ariel Xaron, que guanyà unes eleccions a primer ministre contra Barak.

## Resultats
| ← Eleccions a la Kenésset, 1999→ |                          |           |       |        |        |
|                                  |                          |           |       |        |        |
|                                  | Candidatura              | Vots      | %     | Escons | Escons |
| 1999                             | Candidatura              | Vots      | %     | Dif.   |        |
|                                  | Un Israel                | 670.484   | 20,2% | 26     | -11    |
|                                  | Likkud                   | 468.103   | 14,1% | 19     | -3     |
|                                  | Xas                      | 430.676   | 13,0% | 17     | +7     |
|                                  | Nou Moviment - Mérets    | 253.525   | 7,6%  | 10     | +1     |
|                                  | Israel ba-Aliyà          | 171.705   | 5,1%  | 6      | -1     |
|                                  | Xinnuy                   | 167.748   | 5,0%  | 6      | Nou    |
|                                  | Partit de Centre         | 165.622   | 5,0%  | 6      | Nou    |
|                                  | Partit Nacional Religiós | 140.307   | 4,2%  | 5      | -4     |
|                                  | Judaisme Unit de la Torà | 125.741   | 3,7%  | 5      | +1     |
|                                  | Llista Àrab Unida        | 114.810   | 3,4%  | 5      | +1     |
|                                  | Unió Nacional            | 100.181   | 3,0%  | 4      | +2     |
|                                  | Hadaix                   | 87.022    | 2,6%  | 3      | -1     |
|                                  | Israel Beitenu           | 86.153    | 2,6%  | 4      | Nou    |
|                                  | Balad                    | 66.103    | 1,9%  | 2      | +1     |
|                                  | Am Ehad                  | 64.143    | 1,9%  | 2      | Nou    |
|                                  | Alé Yaroq                | 34.029    | 1,0%  | 0      | -      |
|                                  | Els Verds                | 13.292    | 0,4%  | 0      | -      |
|                                  | Altres                   | 197.093   | 6,0%  | 0      | -      |
|                                  | Total                    | 3.309.416 | 100%  | 120    | -      |

1. ↑   Coalició formada pel Partit Laborista Israelià, Meimad i Guéixer. Comparem amb els resultats amb els 34 que obtingué el Partit Laborista Israelià a les anteriors eleccions més els tres que Guéixer aconseguí dins d'una coalició amb el Likkud i Tsómet
2. ↑   Comparem amb els resultats amb els 22 que obtingué dins d'una coalició que també incloïa Guéixer i Tsómet
3. ↑   Comparem amb els 2 escons que aconseguí Molédet en solitari. Aquest cop s'ha presentat dins de la coalició Unió Nacional amb altres partits.